# Alcippe de David
Alcippe davidi
Espèce
Statut de conservation UICN

LC : Préoccupation mineure
L’Alcippe de David (Alcippe davidi) est une espèce d'oiseaux passereaux de la famille des Pellorneidae.

## Répartition et habitat
Cet oiseau vit dans le centre et l'Est de la Chine et dans le Nord du Viêt Nam. Il habite les forêts tropicales et subtropicales de moyenne altitude.

## Liste des sous-espèces
Selon GBIF (26 août 2024) :
- Alcippe davidi davidi Styan, 1896
- Alcippe davidi schaefferi La Touche, 1923

## Systématique
Le nom valide complet (avec auteur) de ce taxon est Alcippe davidi Styan (d), 1896,.
Ce taxon porte en français le nom vernaculaire ou normalisé suivant : Alcippe de David.

### Étymologie
Son épithète spécifique, davidi, et son nom vernaculaire, de David, lui ont été donnés en l'honneur du Père David (1826-1900).

### Publication originale
- (en) F. W. Styan, « On some Chinese Species of the Genus Alcippe », Ibis, Royaume-Uni, 7e série, vol. 2, no 7,‎ juillet 1896, p. 309-312 (ISSN 0019-1019, e-ISSN 1474-919X, lire en ligne, consulté le 26 août 2024).